# Maison de Pierre et Marie Durand
La maison de Pierre et Marie Durand, musée du Vivarais protestant, est une maison située à Pranles, en France.

## Localisation
La maison est située au Bouschet-de-Pranles sur la commune de Pranles, dans le département français de l'Ardèche.

## Historique
Marie Durand est célèbre pour avoir été pendant trente-huit ans retenue prisonnière sans vouloir abjurer sa foi dans la tour de Constance à Aigues-Mortes.
L'édifice est classé au titre des monuments historiques en 1969.

## Description
Le musée du Vivarais protestant est situé dans une ancienne maison forte du XVe siècle qui a été remarquablement restaurée.

## Musée
Le musée retrace la vie d'une famille protestante du Vivarais dans la tourmente de la répression religieuse du XVIIIe siècle et évoque la vie rurale d'autrefois.